# Okakarara
Okakarara è un centro abitato della Namibia, situato nella Regione di Otjozondjupa.